# Giovani Versini
Pour les articles homonymes, voir Versini.
Giovani Versini, né le 18 mars 2004 à Marseille, est un footballeur français évoluant au poste d’ailier au Pau FC.

## Biographie

### Formation et débuts à Marseille
Originaire de Marseille, Giovani Versini commence la pratique du football dès l'âge de cinq ans au Burel FC, un club formateur bien connu de la cité phocéenne, qui a vu passer plusieurs jeunes talents comme Maxime Lopez ou Ilan Kebbal. Repéré pour ses qualités techniques et sa vivacité, il intègre en 2016 le centre de formation de l’Olympique de Marseille, où il progresse au sein des différentes catégories de jeunes pendant cinq saisons. Lors de l’exercice 2021-2022, il effectue ses premiers pas en National 2 sous les couleurs de la réserve olympienne, disputant plus d’une vingtaine de rencontres et marquant son premier but au niveau national.

### Passage au Clermont Foot
Au début de saison 2022-2023, Giovani Versini quitte sa Provence natale et rejoint le Clermont Foot pour signer son premier contrat professionnel. A Clermont, il est convoqué une fois avec le groupe professionnel pour un match de Ligue 1 face au Stade Rennais, sans toutefois entrer en jeu.
Giovani Versini intègre principalement l'équipe réserve engagée en National 3. Il s’y impose rapidement comme un élément régulier du groupe, disputant 33 matchs et inscrivant 5 buts en deux saisons. 
En manque de temps de jeu en équipe première, il est prêté lors des deux saisons suivantes. 
Versini évolue ainsi en National 2 lors de la saison 2023-2024 sous les couleurs du FC Bourgoin-Jallieu, avec lequel il joue 15 matchs et inscrit 1 but. 
Lors de la saison 2024-2025, il est de nouveau prêté, cette fois à La Berrichonne de Châteauroux, club évoluant en Championnat National. Il y devient rapidement un titulaire régulier sur le flanc droit de l’attaque sous la direction de l’entraîneur Cris. Auteur d’une saison aboutie, il prend part à 26 rencontres, inscrit 5 buts et délivre 8 passes décisives.
Il est élu Meilleur Espoir du championnat lors des Trophées du National 2024-2025, et est désormais libre de tout contrat à l'issue de son dernier prêt.

### Signature au Pau FC
En fin de contrat avec Clermont, il rejoint le Pau FC le 23 juin 2025, signant un contrat de trois ans avec le club béarnais, pensionnaire de Ligue 2.

## Style de jeu
Giovani Versini est un ailier droit doté d’un pied gauche précis et d’une bonne qualité de frappe, notamment sur coups de pied arrêtés. Sa vitesse et sa capacité à percuter les défenses font de lui un joueur créatif et efficace en attaque.

## Statistiques
| Saison                  | Club                     | Championnat             | Championnat | Championnat | Championnat | Coupe(s) nationale(s) | Coupe(s) nationale(s) | Coupe(s) nationale(s) | Compétition(s) continentale(s) | Compétition(s) continentale(s) | Compétition(s) continentale(s) | Compétition(s) continentale(s) | Total | Total | Total |
| Saison                  | Club                     | Division                | M.          | B.          | P.d.        | M.                    | B.                    | P.d.                  | Comp.                          | M.                             | B.                             | P.d.                           | M.    | B.    | P.d.  |
| 2021-2022               | Olympique de Marseille B | National 2              | 23          | 1           | -           | -                     | -                     | -                     | -                              | -                              | -                              | -                              | 23    | 1     | 0     |
| 2021-2022               | Clermont Foot 63 B       | National 3              | 25          | 4           | 0           | -                     | -                     | -                     | -                              | -                              | -                              | -                              | 25    | 4     | 0     |
| 2023-2024               | Clermont Foot 63 B       | National 3              | 9           | -           | 0           | -                     | -                     | -                     | -                              | -                              | -                              | -                              | 9     | 0     | 0     |
| 2023-2024               | FC Bourgoin-Jallieu      | National 2              | 15          | 1           | 0           | -                     | -                     | -                     | -                              | -                              | -                              | -                              | 15    | 1     | 0     |
| 2024-2025               | LB Châteauroux           | National                | 26          | 6           | 9           |                       | -                     | -                     | -                              | -                              | -                              | -                              | 26    | 6     | 9     |
| Sous-total N1, N2 et N3 | Sous-total N1, N2 et N3  | Sous-total N1, N2 et N3 | 98          | 12          | 9           | -                     | -                     | -                     | -                              | -                              | -                              | -                              | 98    | 12    | 9     |
| 2025-2026               | Pau FC                   | Ligue 2                 | -           | -           | -           | -                     | -                     | -                     | -                              | -                              | -                              | -                              | 0     | 0     | 0     |
| Sous-total Pau FC       | Sous-total Pau FC        | Sous-total Pau FC       | -           | -           | -           | -                     | -                     | -                     | -                              | -                              | -                              | -                              | 0     | 0     | 0     |
| Total sur la carrière   | Total sur la carrière    | Total sur la carrière   | 98          | 12          | 9           | -                     | -                     | -                     | -                              | -                              | -                              | -                              | 98    | 12    | 9     |